# Lookin' Out My Back Door
"Lookin' Out My Back Door" is een nummer van de Amerikaanse band Creedence Clearwater Revival. Het nummer verscheen op hun album Cosmo's Factory uit 1970. Op 25 juli van dat jaar werd het nummer uitgebracht als de derde single van het album.

## Achtergrond
"Lookin' Out My Back Door" is geschreven en geproduceerd door zanger en gitarist John Fogerty. De tekst is gevuld met kleurrijke, droomachtige verbeeldingen, waarbij onder meer wordt gerefereerd aan reuzen, dinosaurussen en olifanten. Luisteraars kregen hierdoor de veronderstelling dat het nummer over drugs gaat: de "vliegende lepel" zou een referentie zijn naar een lepel gevuld met cocaïne of heroïne, terwijl de beelden van dieren een acid trip zouden zijn. Fogerty vertelde echter dat hij het nummer voor zijn destijds driejarige zoon Josh schreef. Ook vertelde hij dat hij werd geïnspireerd door het boek And to Think That I Saw It on Mulberry Street van Dr. Seuss om te schrijven over een passerende parade. Tevens wordt in de tekst gerefereerd aan countrymuzikant Buck Owens.
"Lookin' Out My Back Door" is de laatste van vijf nummer 2-hits van de band in de Amerikaanse Billboard Hot 100, zonder dat zij hier ooit een nummer 1-hit in hebben gescoord. In een aantal andere landen, waaronder Australië, Canada, Noorwegen en Oostenrijk, bereikte de single wel de eerste plaats. Ook in Duitsland, Zweden en Zuid-Afrika werd het een top 3-hit. In het Verenigd Koninkrijk kwam het niet verder dan de twintigste plaats. In Nederland werd het nummer geen hit; opvallend genoeg bereikte de B-kant "Long As I Can See the Light" wel de hitlijsten. In Vlaanderen bereikte het nummer de vierde plaats in de BRT Top 30. Het nummer is gebruikt in de film The Big Lebowski uit 1998.

## NPO Radio 2 Top 2000
| Nummer met noteringen in de NPO Radio 2 Top 2000 | '18  | '19  | '20  | '21  | '22  | '23  | '24  |
| ------------------------------------------------ | ---- | ---- | ---- | ---- | ---- | ---- | ---- |
| Lookin' Out My Back Door                         | 1540 | 1463 | 1577 | 1571 | 1618 | 1717 | 1970 |

1. ↑  Een vetgedrukt getal geeft de hoogste notering aan.
2. ↑  2018 was het eerste jaar met een notering voor dit nummer.